# Острые Козырьки (банда)

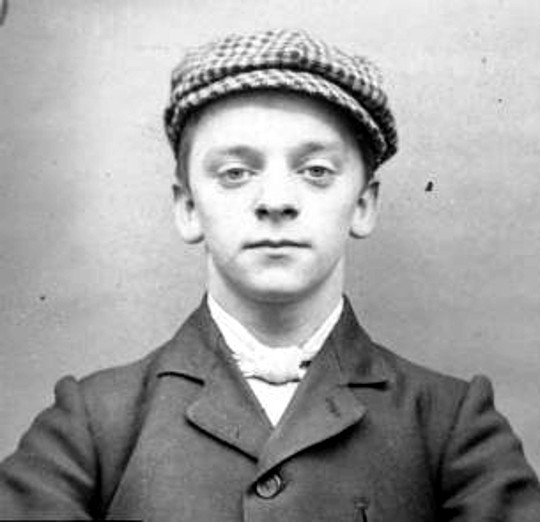
«Детское Личико» Гарри Фаулз, член банды

«Peaky Blinders» («Острые Козырьки») — банда из Бирмингема, Англия. Была активна в конце XIX и, в меньшей степени, в начале XX столетия, после Первой мировой войны. «Острые Козырьки» были одной из многих городских молодёжных банд в эту эпоху. В банду входили выросшие в суровых экономических условиях представители рабочего класса Британии. Они занимались грабежами, насилием, рэкетом, незаконным букмекерством и контролем за азартными играми. Участники носили фирменные наряды, которые обычно включали сшитые на заказ пиджаки, пальто с лацканами, жилеты на пуговицах, шелковые шарфы, брюки-клеш, кожаные ботинки и остроконечные плоские кепки.
Они удерживали власть почти двадцать лет, пока в 1910 году их не превзошла более крупная банда — «Бирмингемские мальчики» во главе с Билли Кимбером. Однако, несмотря на то, что они исчезли к 1930-м годам, их название «Острые козырьки» стало сленговым синонимом любой уличной банды в Бирмингеме.

## Название
По словам историка «Музея полиции» Уэст-Мидлендса Дэвида Кросса, название «Острые Козырьки» стало популярным из-за практики вшивать бритвенные лезвия в козырьки своих восьмиклинок, которые затем могли быть использованы в качестве оружия. Профессор истории Бирмингемского университета Карл Чинн (англ. Carl Chinn) отзывается о данном варианте как о нереалистичном и заявляет, что есть более простое объяснение, ведь «peakys» было распространённым прозвищем для популярных тогда кепок с низкой тульёй. Банды, как известно, имели характерный стиль одежды. Ношение восьмиклинок, шейных платков, клёшеных брюк, курток отличало их друг от друга.
Британский писатель Джон Дуглас из Бирмингема в своем романе «Прогулка по Саммер-Лайн» утверждал, что козырьки использовались в качестве оружия. Участники банды с бритвенными лезвиями, вшитыми в их шапки, били врагов головой, чтобы ослепить их. В качестве альтернативного варианта козырьки использовались для пореза кожи лба врага, чтобы его глаза залила кровь.

## История
Существует два дискуссионных вопроса: являлись ли «Острые Козырьки» одной бандой или это местный бирмингемский термин для формы насильственной молодёжной субкультуры? Политик Эрик Мунмэн утверждает, что молодёжные уличные банды в Бирмингеме были известны как «Острые Козырьки», или как «Трудяги» (англ. Sloggers). Историк Пол Томпсон пишет: «Эти банды будут нападать на насильников, пьяниц, и возможно они не убьют их, а оставят умирать в канаве. Если они не могут „вырубить“ человека или сбить его с ног, они пинают его или используют пряжки ремней, словно Скаттлеры (англ. Scuttlers) из Манчестера. … Они будут использовать нож, кочергу, вилку или ещё что-нибудь».
Филипп Гудерсон, автор «Банды Бирмингема», утверждает, что «Острые Козырьки» возникли как одна банда, но позже термин стал универсальным. Ранее существовала банда, известная как «Чипсайдские Трудяги» (англ. Cheapside Sloggers), действовавшая в 1870-х годах, и термин «Трудяги» (то есть «боевики») уже стал эпонимом для уличных банд, когда «Острые Козырьки» появились в конце века в Эддерли-стрит, в Бордесли, и районах Смолл Хита (англ. Small Heath), крайне бедных трущобах Бирмингема. «Острые Козырьки» отличались особым стилем в одежде, в отличие от более ранних банд.[уточнить] Известными членами банды были Дэвид Тейлор (заключён в тюрьму за убийство человека, и за ношение пистолета в 13 лет), «Детское Личико» Гарри Фаулз, Эрнест Хайнс и Стивен Макниккл.
Девушки членов банды также имели характерный стиль одежды: «Много жемчуга, чёлка, заслонявшая весь лоб и спускавшаяся почти до глаз, и характерный пёстрый цветной шёлковый платок, охватывающий её шею». Члены банды якобы были часто жестокими по отношению к своим подругам, одна из которых отмечала: «Он будет щипать и бить тебя каждый раз, когда куда-то выходит с тобой. И если заговорить с другим парнем, он может без раздумий тебя поколотить».
Во главе банды "Острые козырьки" был человек по прозвищу "Jambo". Он возглавлял банду до 1920 года, пока на место этой банды не пришла более сильная и крупная банда "Бирмингемские мальчишки" во главе с Билли Кимбером.

## В культуре
На BBC Two в октябре 2013 года вышел в эфир драматический сериал под названием «Острые козырьки» с Киллианом Мерфи в главной роли. Сериал рассказывает об одной банде из Смолл Хита (англ. Small Heath), действующей в Бирмингеме после Первой мировой войны.